# Udo Willenbücher
Udo Willenbücher (* 11. Mai 1944 in Nordhorn) ist ein deutscher Politiker (SPD) und war von 1996 bis 2001 Stadtdirektor sowie von 2001 bis 2006 Bürgermeister der Stadt Peine.

## Leben
Nach dem Abitur in Hildesheim studierte Willenbücher Jura in Hamburg. Anschließend war er im Verwaltungsdienst der Regierungsbezirke Lüneburg und Braunschweig als Regierungsdirektor bzw. Abteilungsdirektor (u. a. in der Kommunalaufsicht) tätig. Als im Jahr 1996 feststand, dass die Verwaltungsebene der Regierungsbezirke des Landes Niedersachsen aufgelöst werden würde, wechselte er in die Kommunalverwaltung.
Im Jahr 2001 wurde Willenbücher zum ersten hauptamtlichen Bürgermeister der Stadt Peine gewählt. Seine Ziele waren unter anderem eine engere Bürgernähe der Stadtverwaltung durch Gründung eines Bürgerbüros und die Weiterentwicklung Peines zu einem Logistikstandort unter Nutzung der Verkehrsanbindung zur Bundesautobahn 2 und der 2003 fertiggestellten Stahlwerkbrücke sowie ein wirksames Stadtmarketing. Am 1. November 2006 übergab Willenbücher sein Amt an seinen Nachfolger Michael Kessler (SPD).